# James F. Simmons

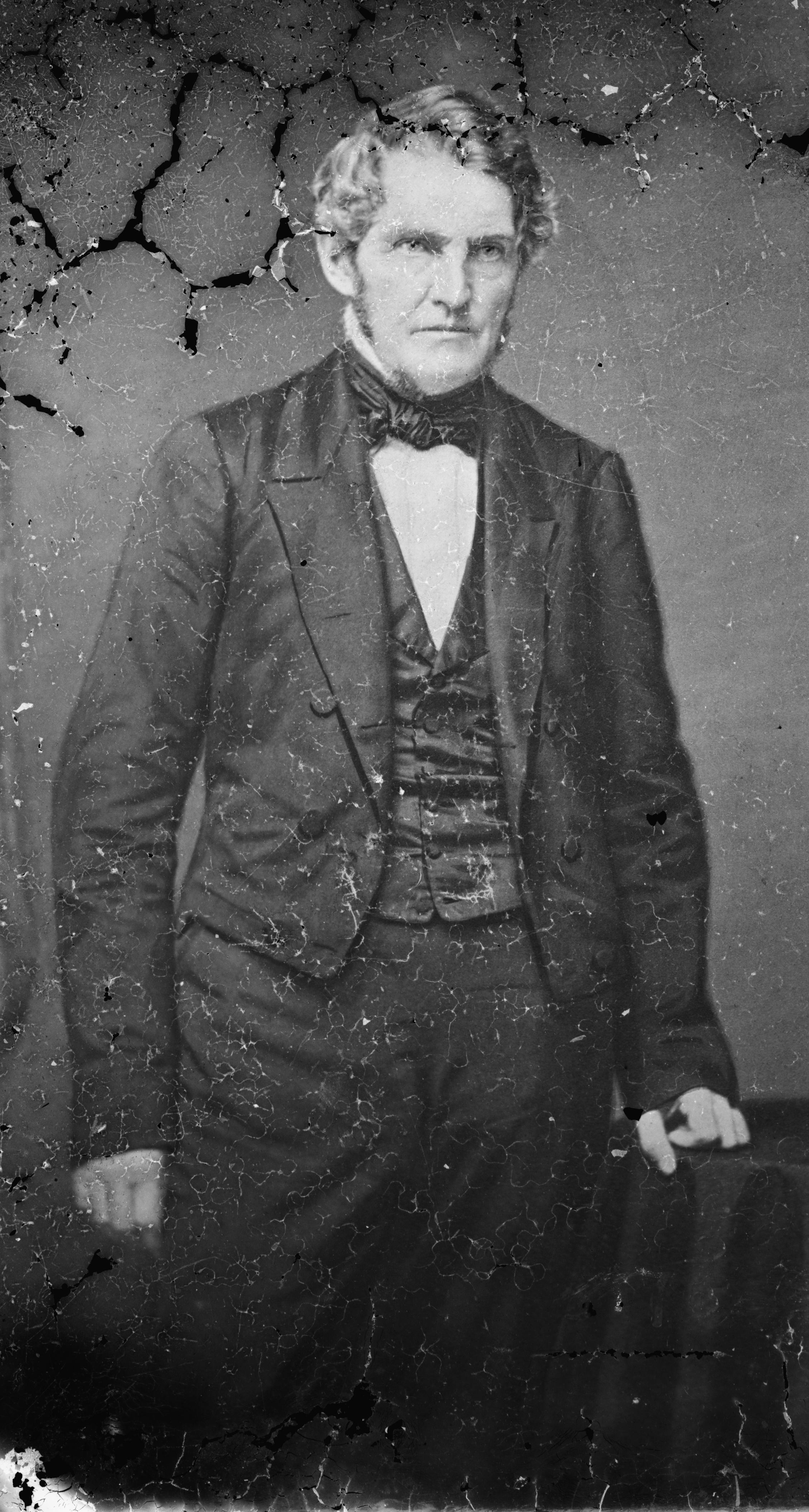
James F. Simmons

James Fowler Simmons (* 10. September 1795 bei Little Compton, Rhode Island; † 10. Juli 1864 in Johnston, Rhode Island) war ein US-amerikanischer Politiker, der zunächst der Whig Party und später der Republikanischen Partei angehörte.
Simmons, der auf einer Farm im Newport County geboren wurde, besuchte eine Privatschule in Newport und zog 1812 nach Providence. Er war in zahlreichen Manufakturen in Rhode Island und im benachbarten Massachusetts beschäftigt; 1822 stieg er in Simmonsville (New Hampshire) in die Herstellung von Garn ein. 1827 ließ Simmons sich in Johnston nieder, wo er weiter im Garngewerbe, aber auch in der Landwirtschaft tätig war.
Ab 1828 war Simmons Abgeordneter im Repräsentantenhaus von Rhode Island, dem er bis 1841 angehörte. In diesem Jahr zog er in den US-Senat ein, in den er 1840 als Mitglied der Whig Party gewählt worden war. Nach sechsjähriger Amtszeit verfehlte er die Wiederwahl und musste den Senat wieder verlassen. In dieser Zeit war er Vorsitzender des Committee on Manufactures gewesen.
1850 scheiterte Simmons bei dem Versuch, in den Senat zurückzukehren. Er zog wieder nach Johnston und wurde in seinen ehemaligen Tätigkeitsbereichen aktiv. Erst 1856 gelang ihm die erneute Wahl zum Senator, diesmal als Kandidat der Republikaner. Er trat sein Mandat am 4. März 1857 an und legte es am 15. August 1862 nieder. Diesmal war er Vorsitzender des Patentausschusses gewesen. Simmons kehrte nach Johnson zurück, wo er wieder ins Manufakturgewerbe einstieg, aber bereits im Juli 1864 starb.